# Педро Петроне
Педро Петроне (ісп. Pedro Petrone; 11 травня 1905, Монтевідео, Уругвай — 13 грудня 1964, там же) — колишній уругвайський футболіст, нападник.
Один з найкращих гравців легендарної збірної Уругваю 20-х років. Володів філігранною технікою та надзвичайною результативністю.
Чемпіон світу 1930 та дворазовий олімпійський чемпіон. Один з найкращих бомбардирів в історії уругвайської збірної.

## Клубна кар'єра
Першим клубом Петроне був «Чарлей» з Монтевідео. В 1924 році переходить до складу одного з грандів уругвайського футболу — «Насьйоналя». Грізна трійка нападу клуба та збірної (Петроне, Сеа та Скароне) наводила паніку на захисників всього світу. В першому сезоні виграє чемпіонат та двічі здобуває титул найкращого бомбардира аматорської ліги. Один з найшвидших футболістів свого часу, пробігав 100 метрів за 11 секунд. Учасник легендарного турне команди по Європі у 1925 році.
В 1931 році переїжджає на Апеннінський півострів, до складу «Фіорентини». В 44 матчах за цю команду забив 37 голів. Найкращий бомбардир чемпіонату Італії сезону 1931/32 (25 голів).
У 1933 році повертається до «Насьйоналя», виграє другий титул чемпіона країни, і в 28 років завершує виступи на футбольному полі. Всього за «Насьйональ» провів 128 матчів та забив 148 голів (в середньому 1,15 гола за матч).

## Виступи за збірну
Дебютував за національну збірну 4 листопада 1923 року проти команди Парагваю у розіграші чемпіонату Південної Америки. В чемпіонатах 1923 та 1924 здобув дві золоті нагороди, двічі найкращий бомбардир турніру та титул найкращого гравця кубка.
На Олімпіаді 1924 відзначався в усіх п'яти матчах своєї збірної. У фіналі забив перший з трьох м'ячів у ворота команди Швейцарії. Найкращий бомбардир Олімпійських ігор — сім голів.
На чемпіонаті Південної Америки 1927 уругвайці здобули срібні нагороди, а Петроне знову найкращий бомбардир турніру.
На Олімпіаді 1928 забив три м'ячі у ворота німецької збірної та один у першому фінальному матчі проти Аргентини. У додатковому поєдинку за перше місце участі не брав.
Третій призер чемпіонату Південної Америки 1929. На турнірі провів один матч, проти збірної Парагваю.
Останній матч за збірну Уругваю провів на чемпіонаті світу 1930 проти команди Перу. У складі «Селесте» — переможець першого чемпіонату світу з футболу.
Всього у складі уругвайської збірної провів 28 матчів і забив 24 голи.
Помер Педро Петроне 13 грудня 1964 року у Монтевідео.

## Титули та досягнення

### Командні
- Чемпіон світу (1): 1930
- Олімпійський чемпіон (2): 1924, 1928
- Чемпіон Південної Америки (2): 1923, 1924
- Срібний призер Чемпіонату Південної Америки: 1927
- Бронзовий призер Чемпіонату Південної Америки: 1929
- Чемпіон Уругваю (2): 1924, 1933

### Особисті
- Найкращий бомбардир Олімпіади (1): 1924(7)
- Найкращий гравець чемпіонату Південної Америки (1): 1924
- Найкращий бомбардир чемпіонату Південної Америки (3): 1923(3), 1924(6), 1927(3)
- Найкращий бомбардир чемпіонату Італії (3): 1932(25)